# Խ
Խ, խ (che) – trzynasta litera alfabetu ormiańskiego. Jest wykorzystywana do oddania dźwięku [x], tj. spółgłoski szczelinowej miękkopodniebiennej bezdźwięcznej. Została stworzona przez Mesropa Masztoca, podobnie jak pozostałe litery alfabetu ormiańskiego (oprócz օ, ֆ i և).
Litera Խ jest transkrybowana w języku polskim jako Ch.
W ormiańskim systemie zapisywania liczb literze Խ jest przypisana liczba 40.

## Kodowanie
| Znak                   | Խ                           | Խ                           | խ                         | խ                         |
| ---------------------- | --------------------------- | --------------------------- | ------------------------- | ------------------------- |
| Nazwa w Unikodzie      | Armenian Capital Letter Xeh | Armenian Capital Letter Xeh | Armenian Small Letter Xeh | Armenian Small Letter Xeh |
| Kodowanie              | dziesiątkowo                | szesnastkowo                | dziesiątkowo              | szesnastkowo              |
| Unicode                | 1341                        | U+053D                      | 1389                      | U+056D                    |
| UTF-8                  | 212 189                     | d4 bd                       | 213 173                   | d5 ad                     |
| Odwołania znakowe SGML | &#1341;                     | &#x053D;                    | &#1389;                   | &#x056D;                  |